# Buonasera
Buonasera è un programma televisivo italiano di varietà, che viene trasmesso dal lunedì al venerdì alle 22:30 su Rete 4 nella stagione 1991-1992.

## Il programma
Buonasera va in onda in seconda serata, ospitando di volta in volta due ospiti, a cui viene dedicata mezz'ora ciascuno. 
Il varietà è suddiviso in tre rubriche, ed offre l'opportunità all'ospite di rivelarsi al pubblico tramite tre prove: il talk-show, con una breve intervista, il pegno, ovvero il gioco delle tre carte (rido, canto, ballo) e il parolando, un tabellone diviso a metà tra i due ospiti che devono ricostruire una frase o un nome che appartiene al loro passato, presente o futuro.
Del cast fanno parte anche Massimo Guelfi e Tiberio Timperi, il balletto delle "Rainbow" coreografato da Brian & Garrison e il gruppo musicale dei "Pullover".